# ヘディングリー・スタジアム
座標: 北緯53度49分01秒 西経1度34分56秒 / 北緯53.81694度 西経1.58222度

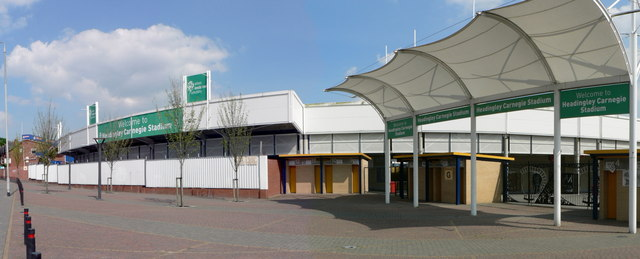
エントランス他

ヘディングリー・スタジアム（Headingley Stadium）は、イングランドウェスト・ヨークシャーリーズの近郊ヘディングリーにあるスポーツコンプレックス。ヨークシャー・カウンティ・クリケット・クラブ、ラグビーリーグのリーズ・ライノズとラグビーユニオンのヨークシャー・カーネギー（旧リーズ・タイクス）のホームスタジアムとなっている。

## ヘディングリー・ラグビー・スタジアム
北緯53度48分58.87秒 西経1度34分55.82秒 / 北緯53.8163528度 西経1.5821722度.
ヘディングリー・ラグビー・スタジアム（Headingley Rugby Stadium）、リーズにあるスタジアム。リーズ・ライノズとヨークシャー・カーネギーのホームスタジアムとなっている。

## 概要
収容人数22,000。1889年、リーズ・ライノス移転と同時に建設開始。1890年に完成しオープンとなる。以来、40試合もの国際試合で使用されたり数多くの国内決勝会場になったりもしている。

## ヘディングリー・カーネギー・クリケット・グラウンド
北緯53度49分3.58秒 西経1度34分55.12秒 / 北緯53.8176611度 西経1.5819778度.
ヘディングリー・カーネギー・クリケット・グラウンド（Headingley Carnegie Cricket Ground）、スポーツコンプレックス内にあるスタジアム。ヨークシャー・カウンティ・クリケット・クラブのホームスタジアムとなっている。

## ギャラリー

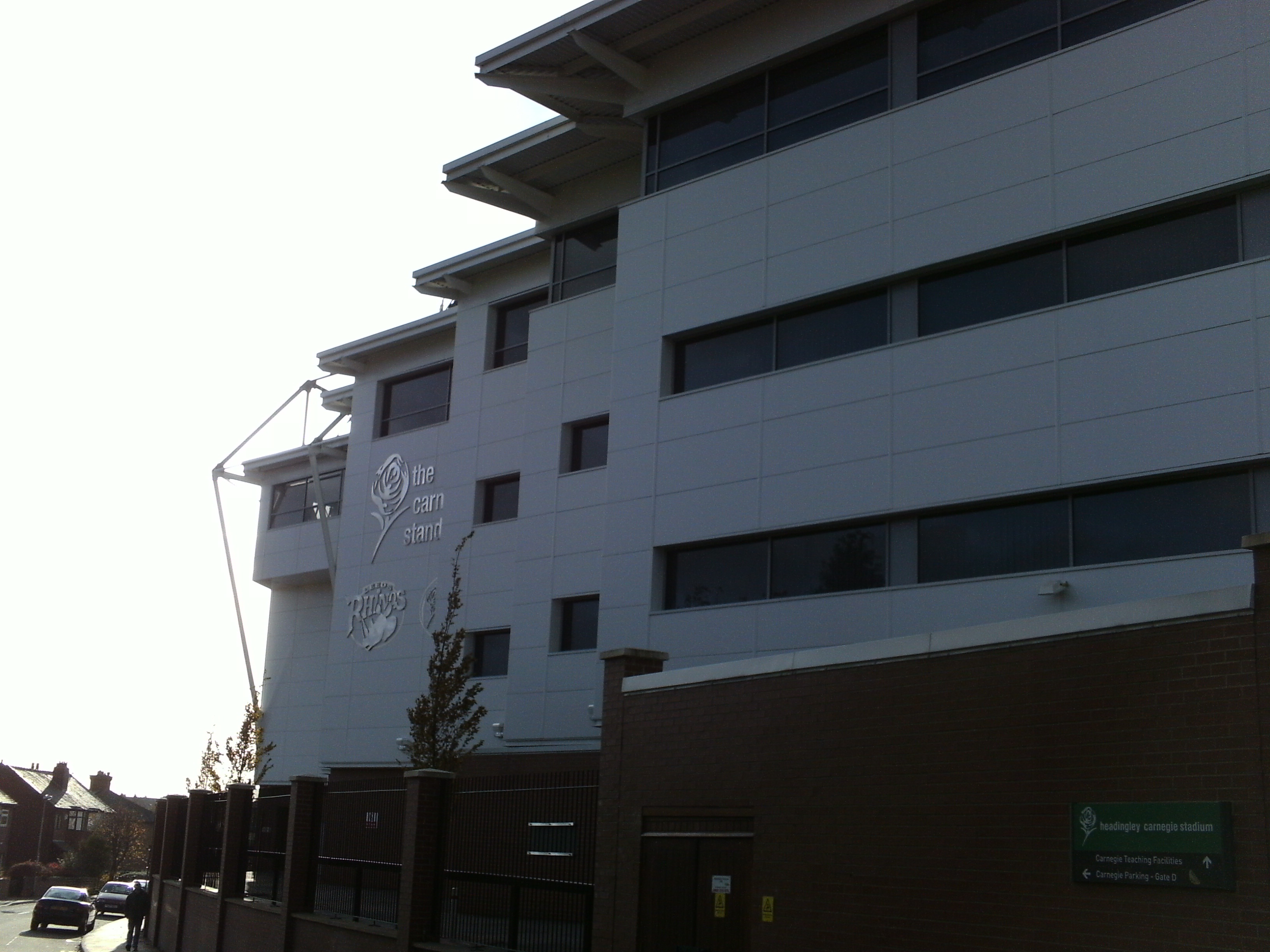
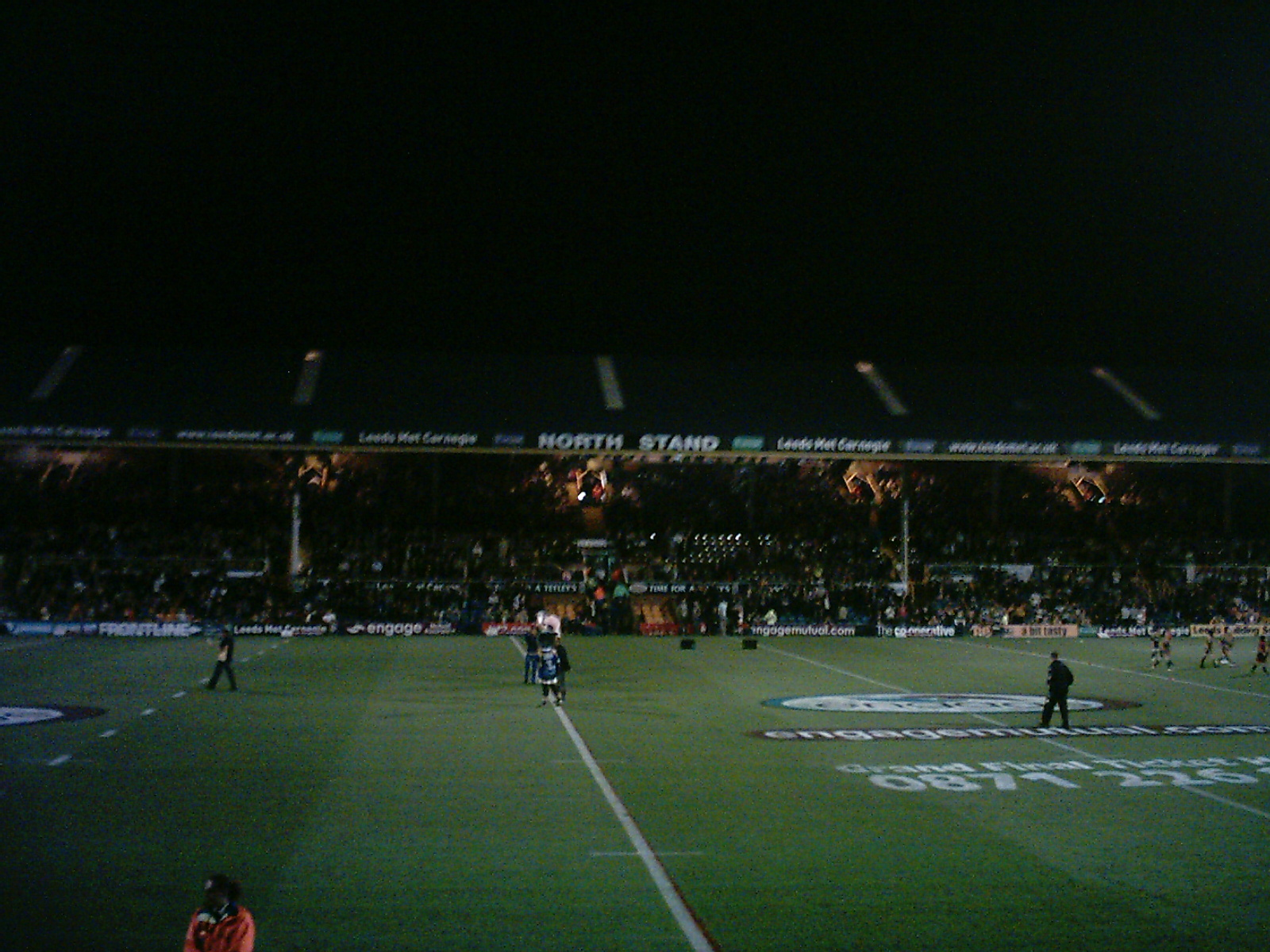
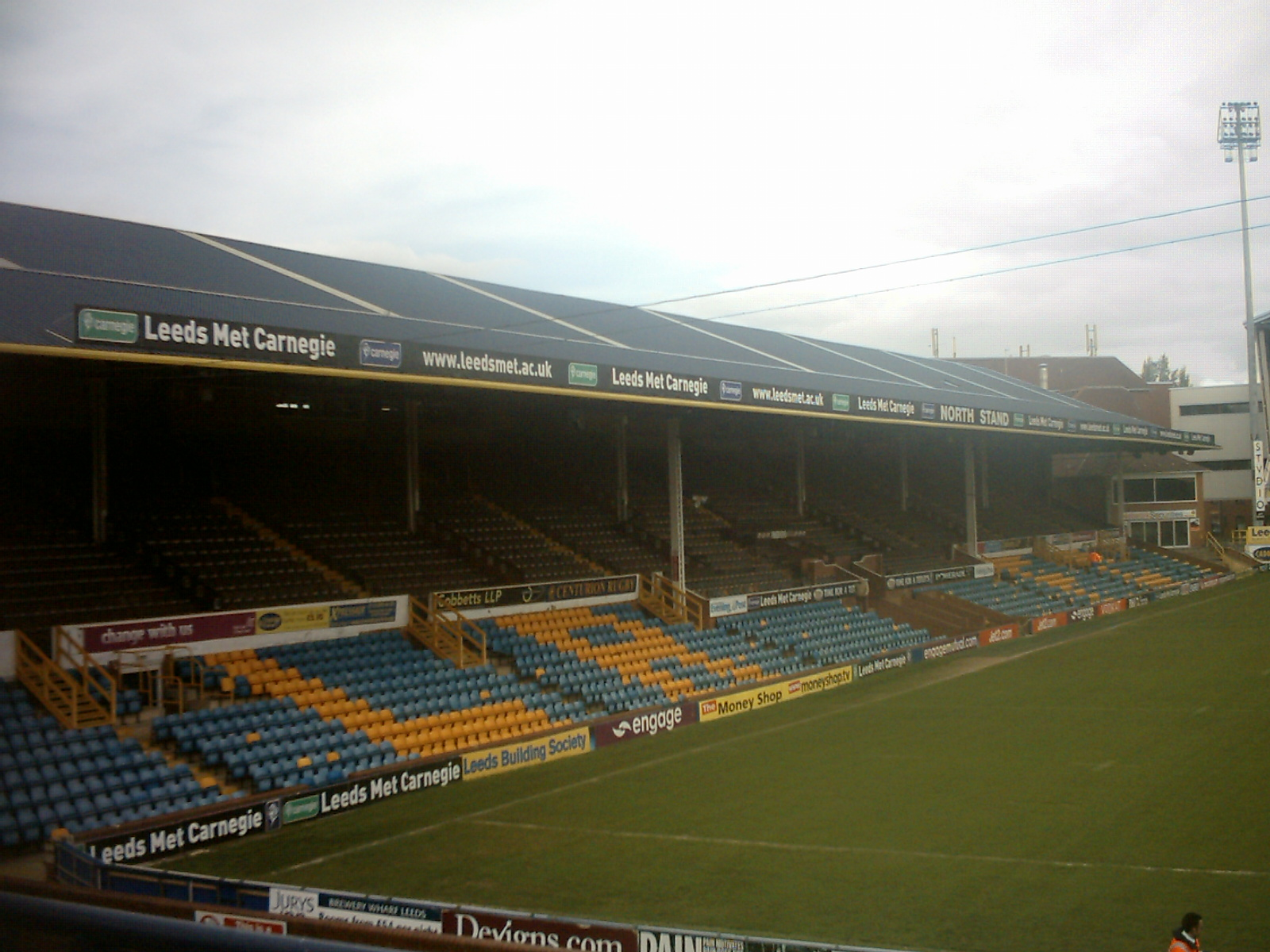
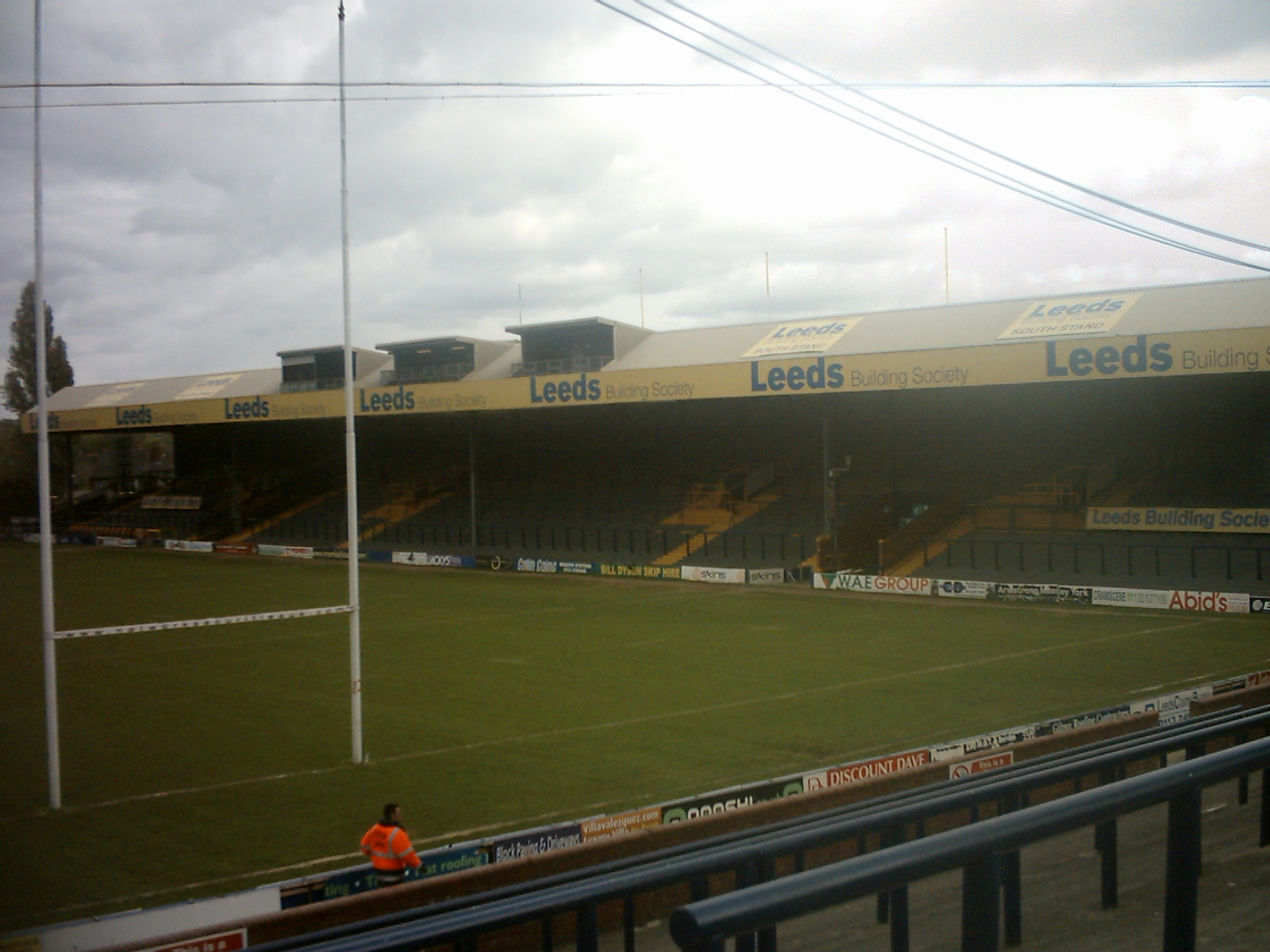
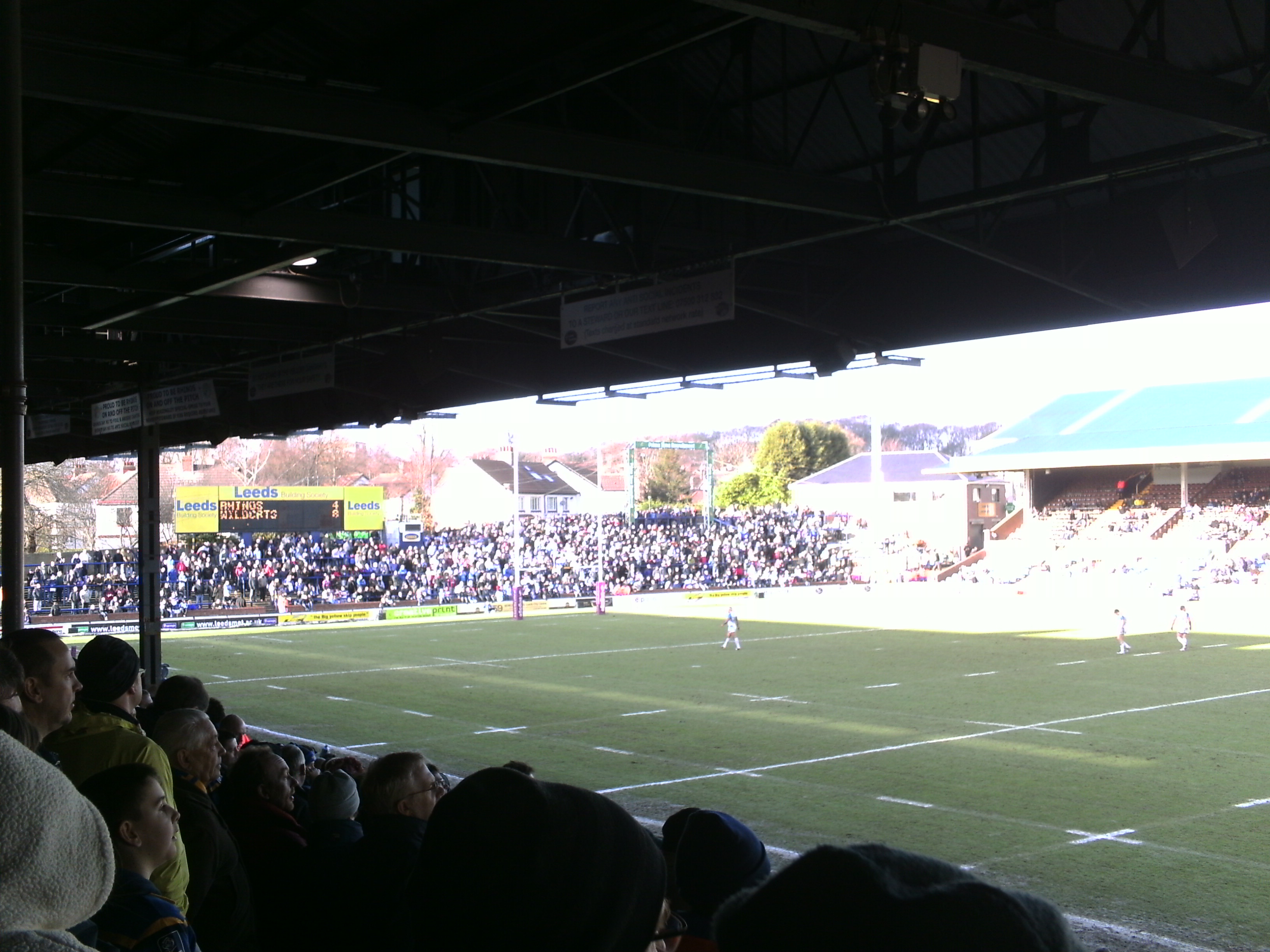
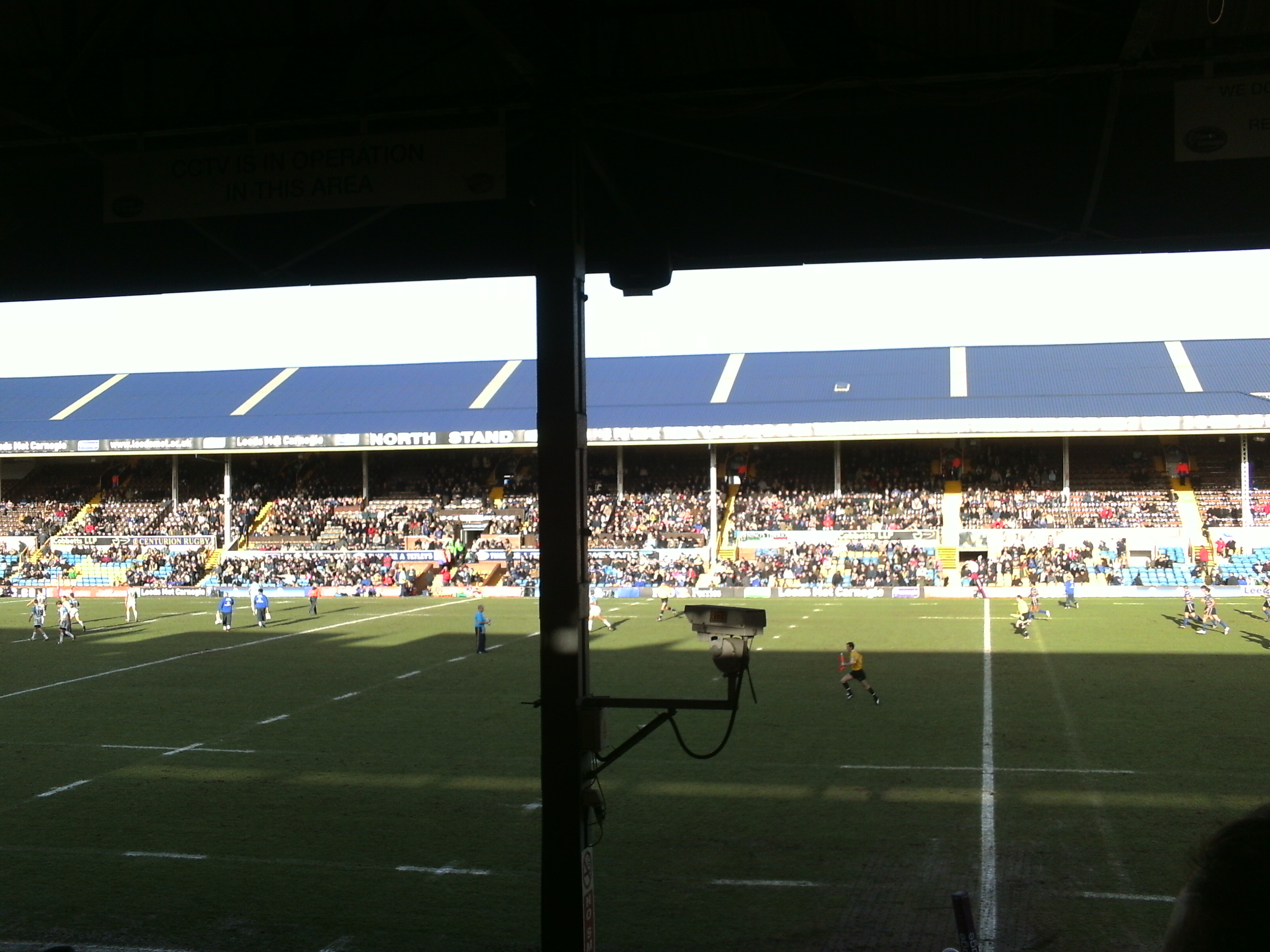
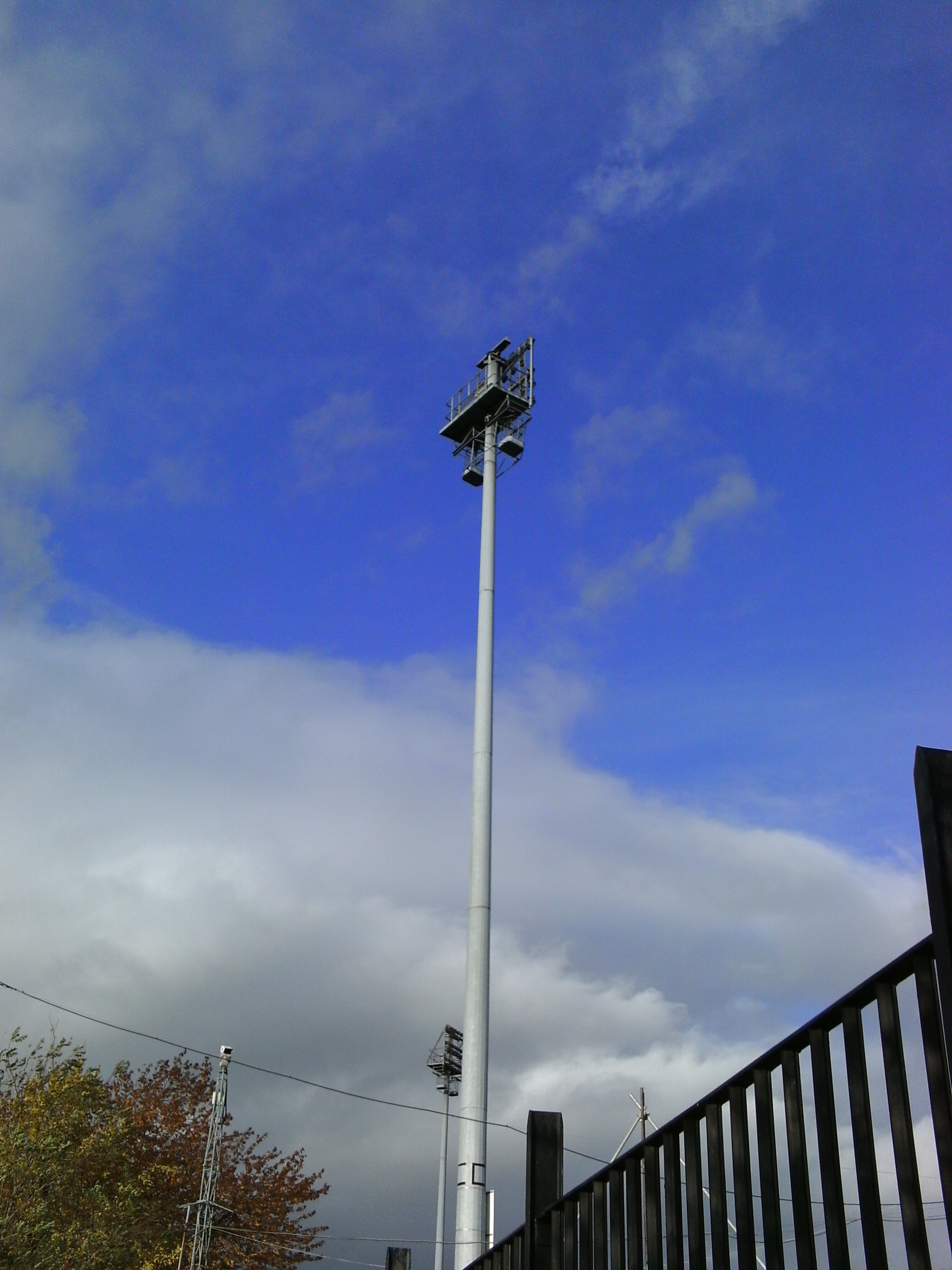
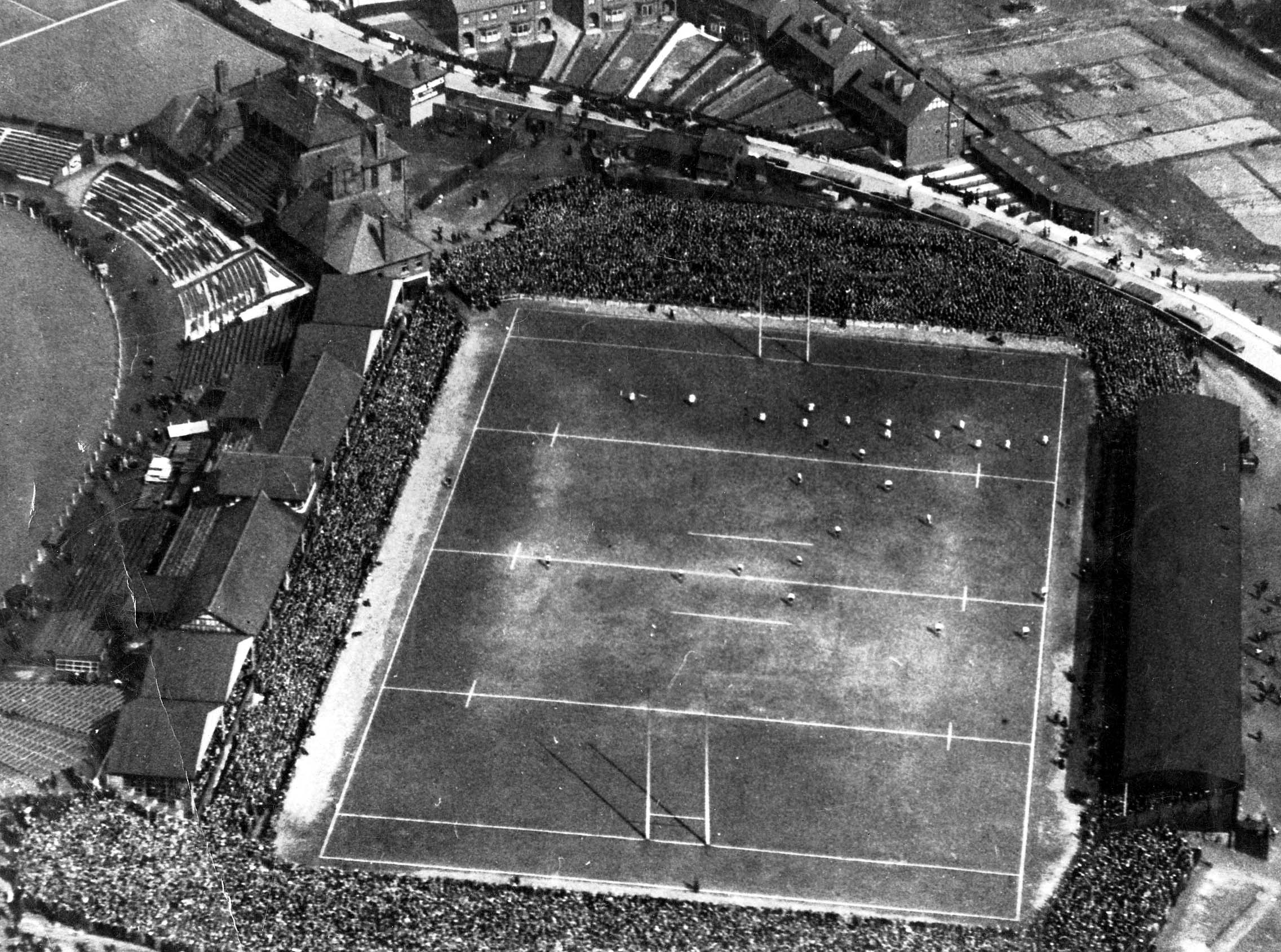

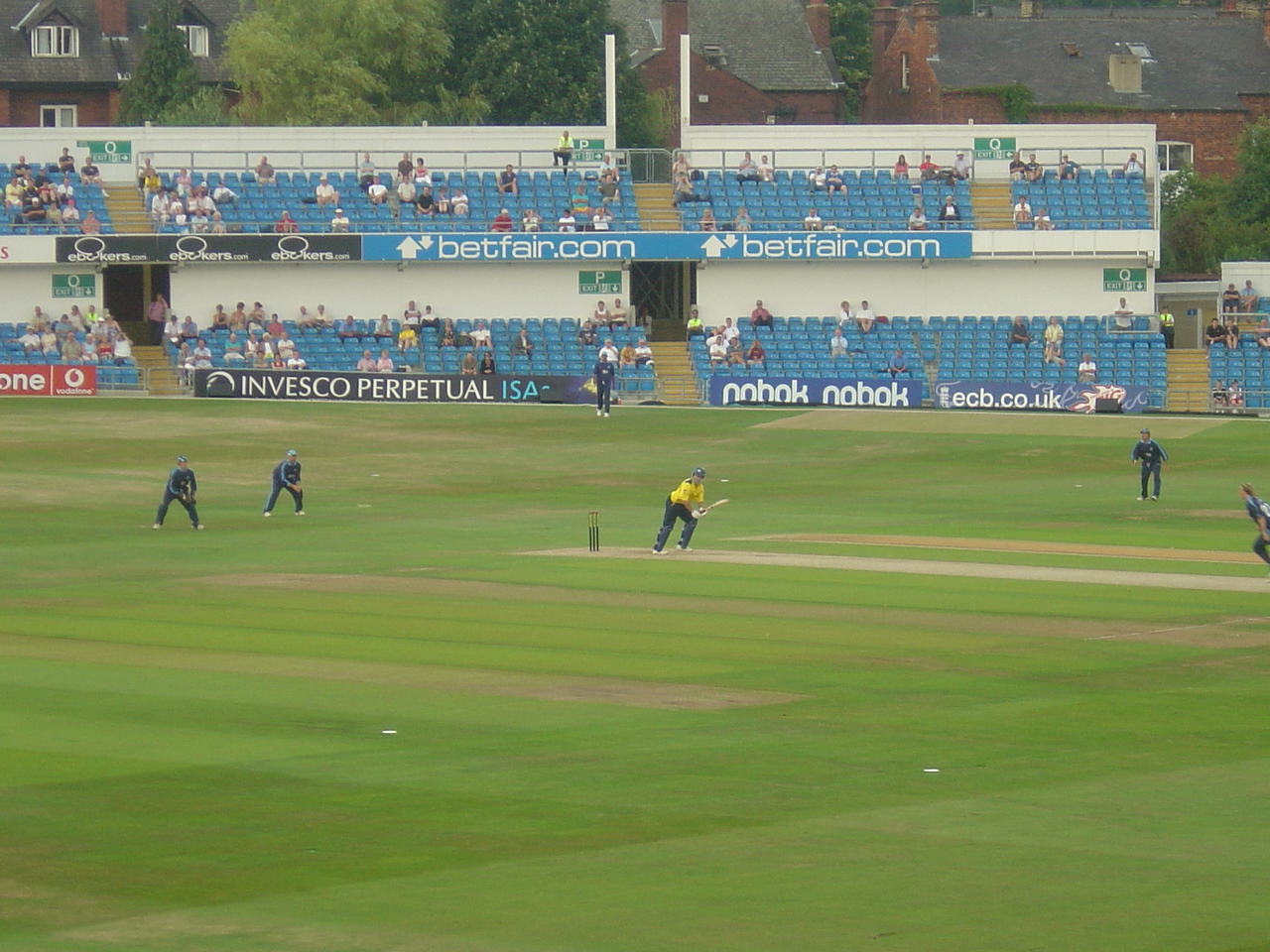
クリケット試合風景
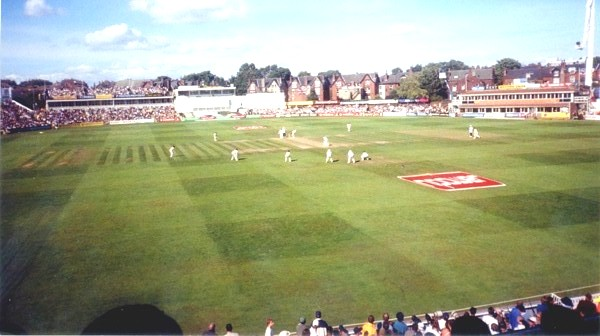
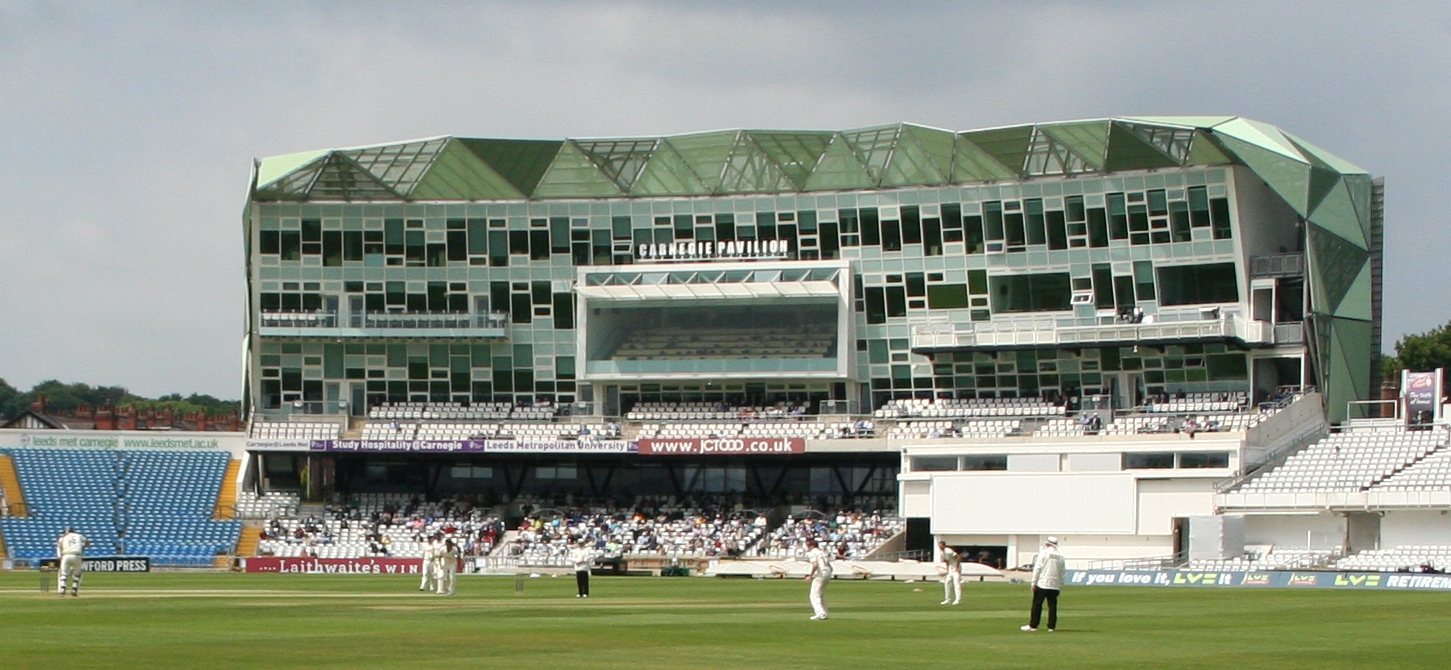
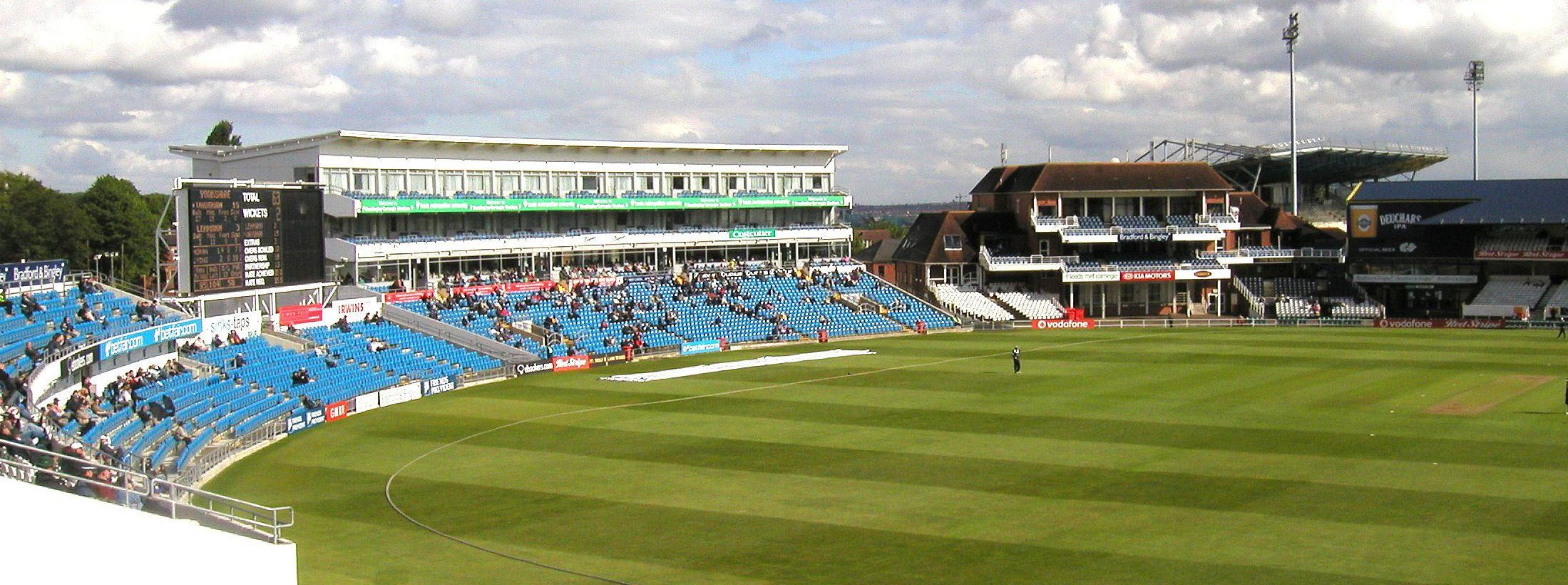
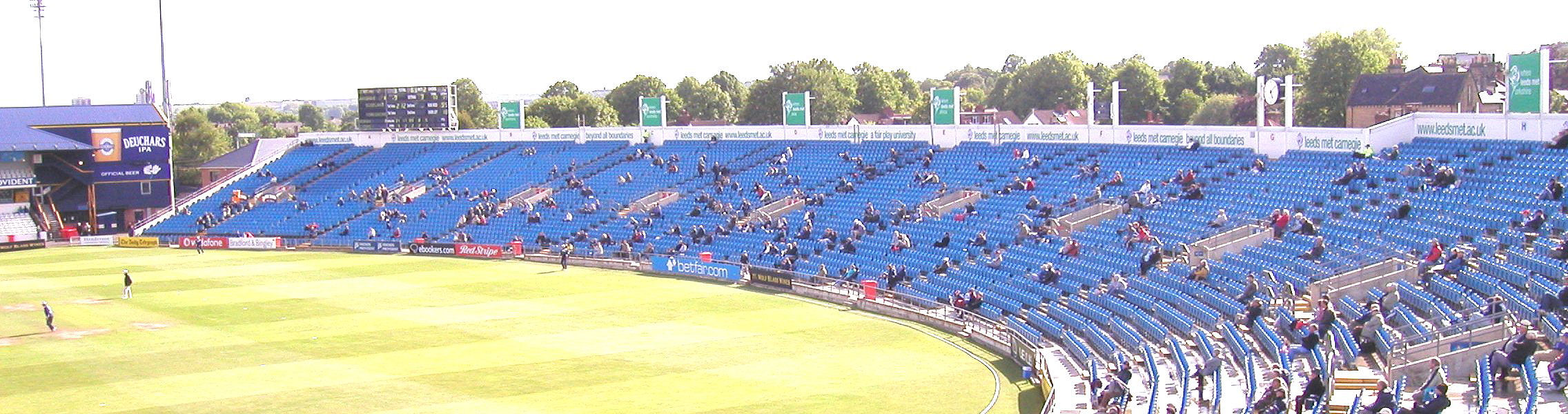
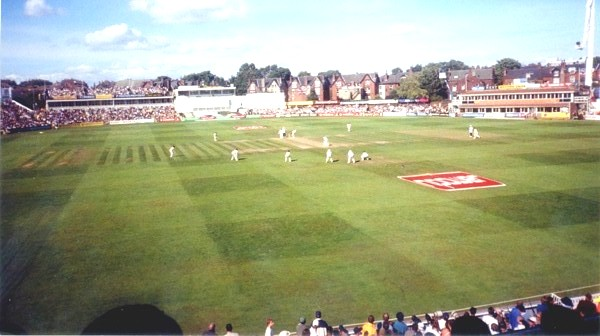
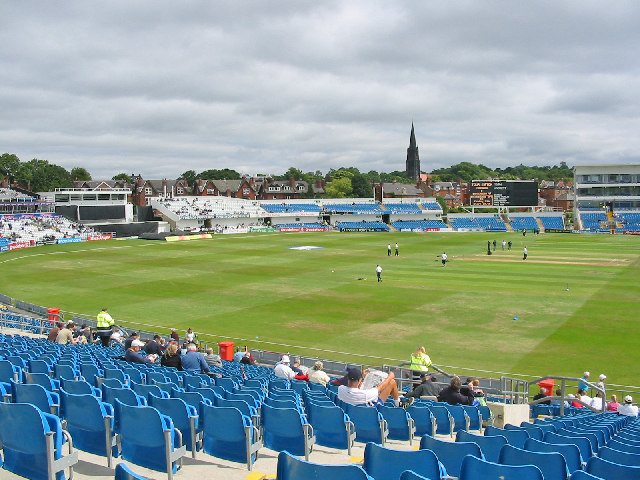